# Deutscher Hausschatz

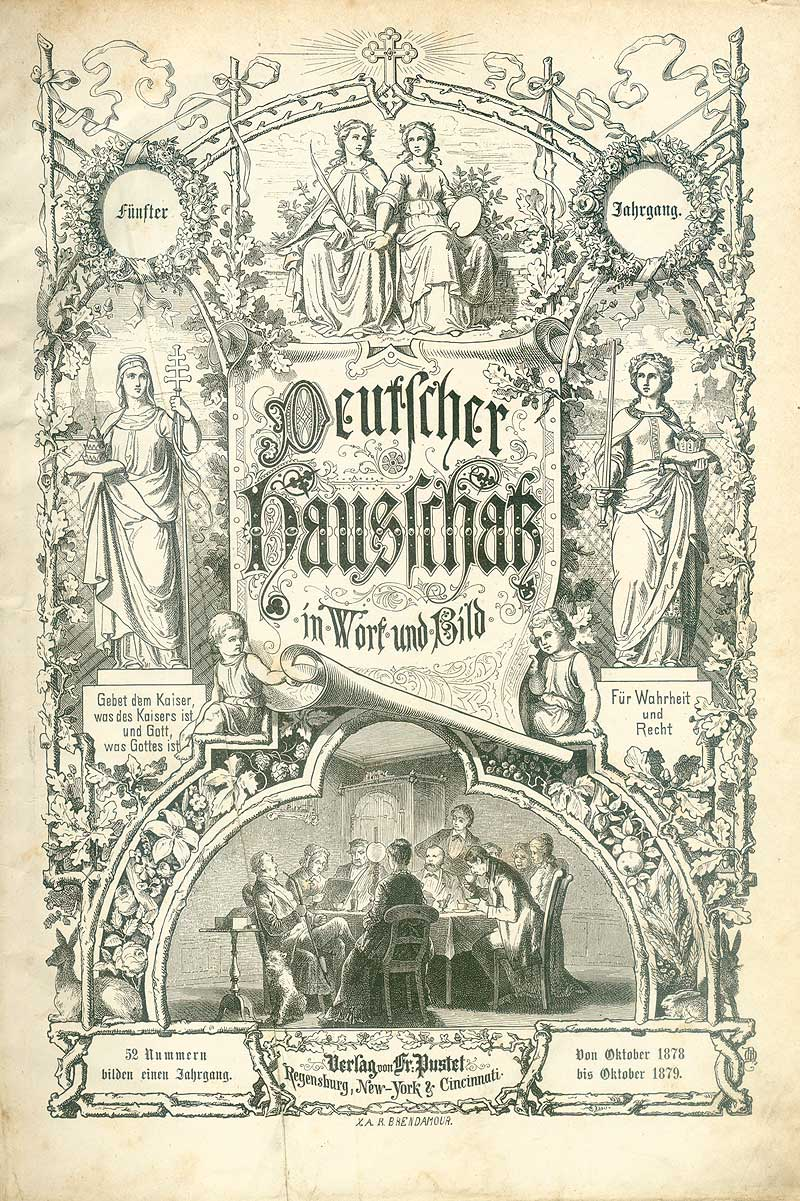
Deutscher Hausschatz 1878

Der Deutsche Hausschatz war eine in der Zeit des Kulturkampfes (19. Jahrhundert) gegründete Familienzeitschrift, die als katholischer Gegenentwurf zur Zeitschrift Die Gartenlaube entstand. Der Deutsche Hausschatz gehörte bald zu den am weitesten verbreiteten deutschsprachigen Zeitschriften.

## Name
Das Wort „Hausschatz“ war im 19. Jahrhundert für gehobene Literatur und Musik üblich. Es gab zahllose Einzelveröffentlichungen mit „Hausschatz“ im Titel, etwa den Neuen deutschen Hausschatz für Freunde der Künste und Wissenschaften von 1864, den Neuen poetischen Hausschatz von 1880, den Humoristischen Hausschatz von Wilhelm Busch oder den Hausschatz des Wissens – Entwicklungsgeschichte der Natur von 1896.

## Geschichte
Der Deutsche Hausschatz erschien unter wechselnden Titelvarianten und mit mehreren Unterbrechungen als Wochenzeitschrift von 1874 bis 1953 im Regensburger Verlag von Friedrich Pustet (heute Friedrich Pustet KG). Nach der Gründung durch Pustet und bis 1910 hieß das Blatt Deutscher Hausschatz in Wort und Bild, danach mit Beginn des 37ten Jahrgangs (Oktober 1910 – Oktober 1911) Deutscher Hausschatz – Illustrierte Familienzeitschrift. Die Nachfolgepublikation nannte sich nur noch Hausschatz und erschien von 1953 bis 1960.

## Haltung und Inhalt
Der Deutsche Hausschatz war neben seiner katholischen Grundhaltung stets wertkonservativ ausgerichtet. Einer seiner Herausgeber, Alfons Heilmann, schrieb im September 1934:

„Schuld an der Flucht so vieler Mädchen und jungen Frauen aus der Häuslichkeit trug auch die mit dem modernen Vergnügungsleben eingerissene Auffassung, das stille, selbstlose, sorgenvolle Walten der Mutter in Haushalt und Familie sei langweilig, entwürdigend und abstumpfend. […] Aber haben nicht Millionen von tüchtigen, vollwertigen Frauen aller Jahrhunderte in der Betreuung ihrer Familie volle Befriedigung und beglückenden Lebensinhalt gefunden?“

## Beilage „Für die Frauenwelt“
In der Regel monatlich, zeitweise in kürzeren Abständen war dem Hausschatz die Extra-Beilage „Für die Frauenwelt“ beigegeben. Sie enthielt Beiträge zur Gesundheitspflege, zu Themen des Haushalts, des Gartens, der Handarbeiten und der Kleidung (nicht der Mode!), zur Kindererziehung, zur Frauenfrage und zum geistlichen Leben.

## Autoren
Zu den frühen regelmäßigen Autoren gehörte Karl May. Von ihm erschienen von 1879 bis 1898 und noch einmal von 1907 bis 1909 zahlreiche Reiseromane, z. B. der Orientzyklus (1881–1888). Eine Vorreiterrolle spielte die Zeitschrift, indem sie von Anfang an Illustrationen in relativ guter Druckqualität zeigte und sich damit von den Zeitungen ihrer Zeit abhob. Ab etwa 1900 ersetzten Fotografien zunehmend die Reproduktionen von Gemälden und Grafiken.

## Bilder

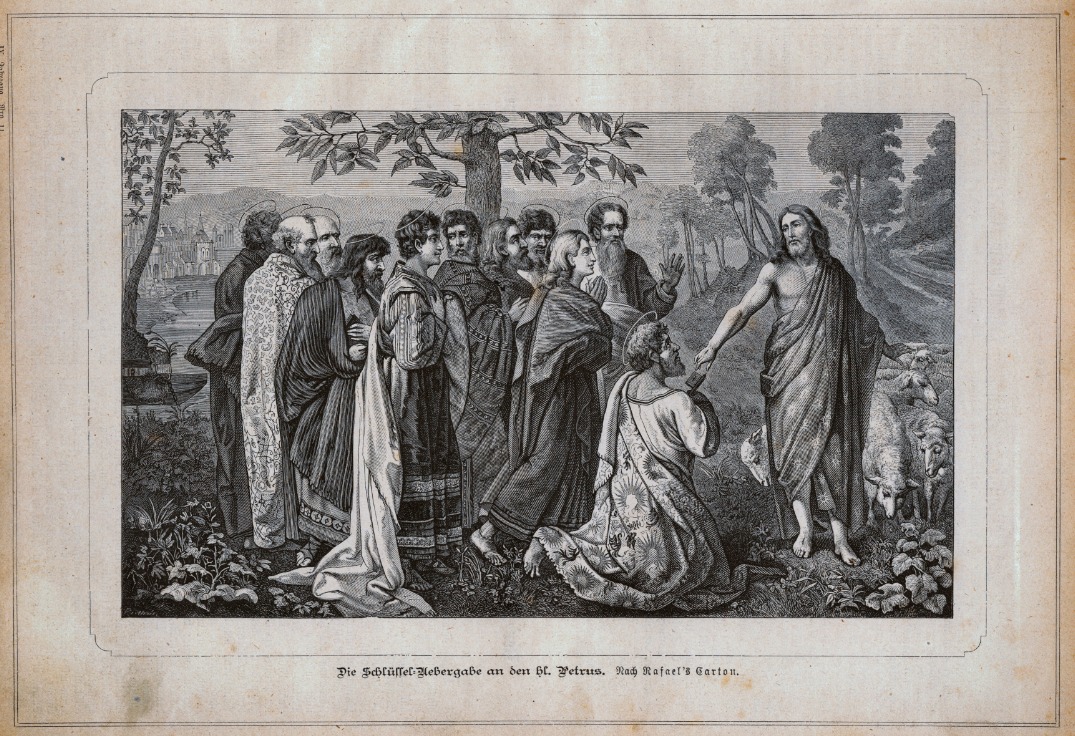
„Schlüsselübergabe an St. Petrus“ (1878, nach Raphael)
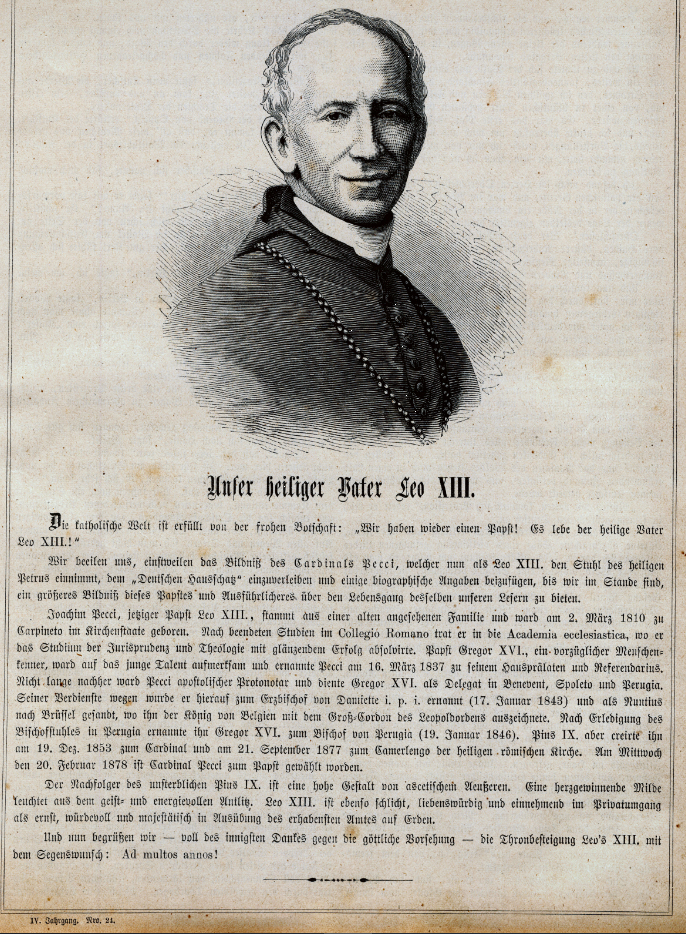
Papst Leo XIII., Artikel zur Amtseinführung (1878)
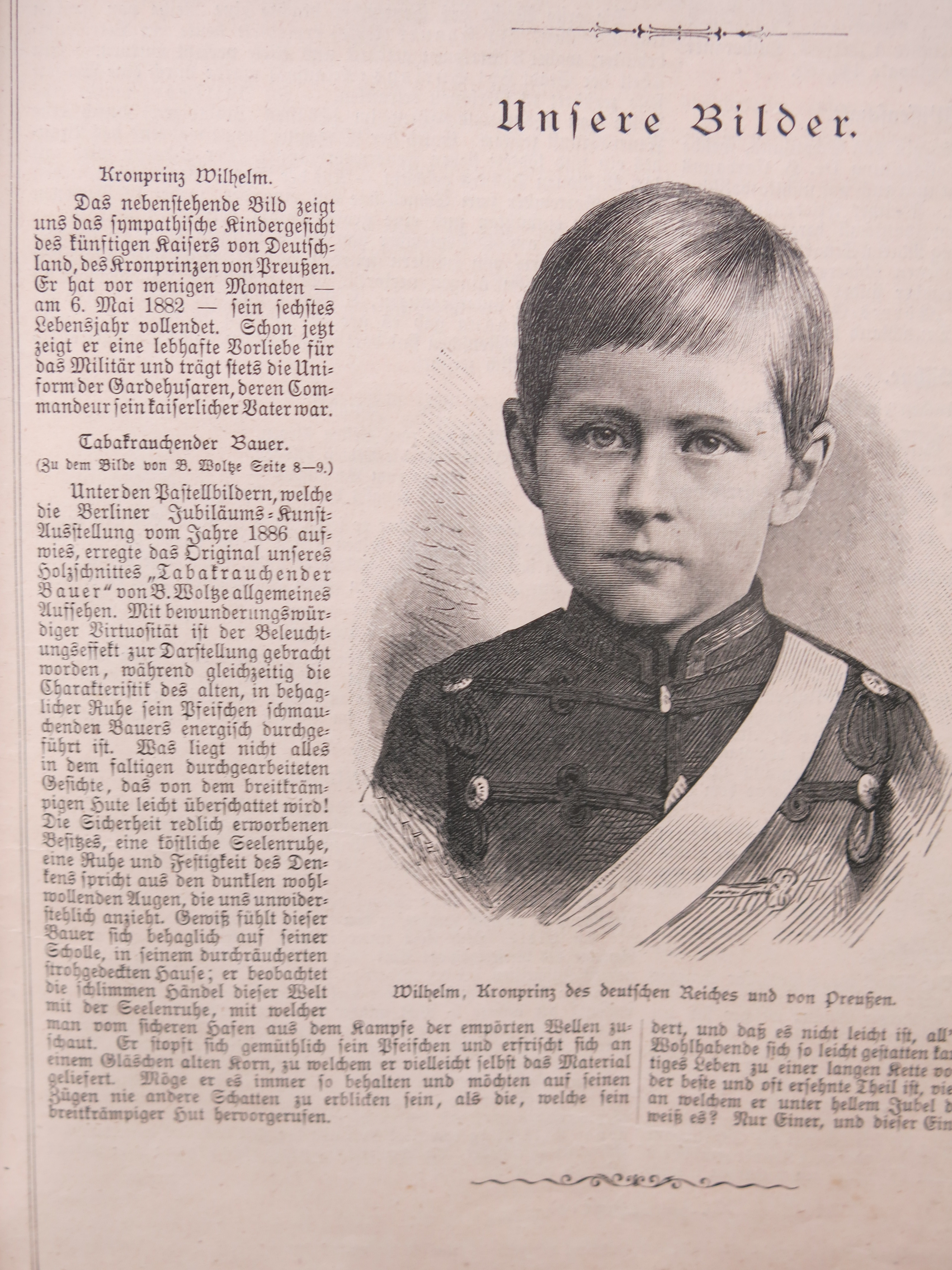
Der sechsjährige Kronprinz Wilhelm (1888)
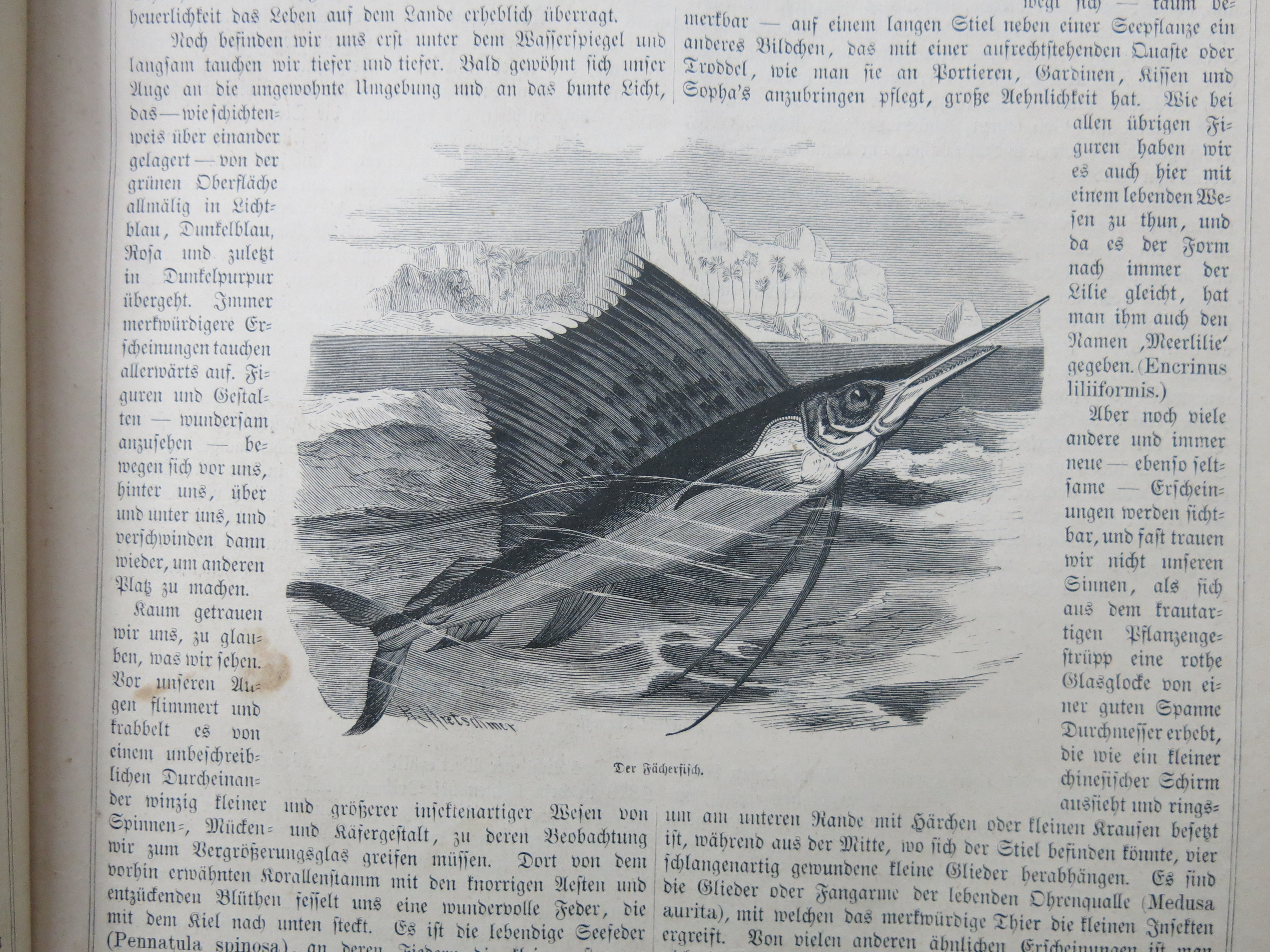
Fächerfisch (aus der Artikelserie „Ein Blick in die Tiefen des Ozeans“)
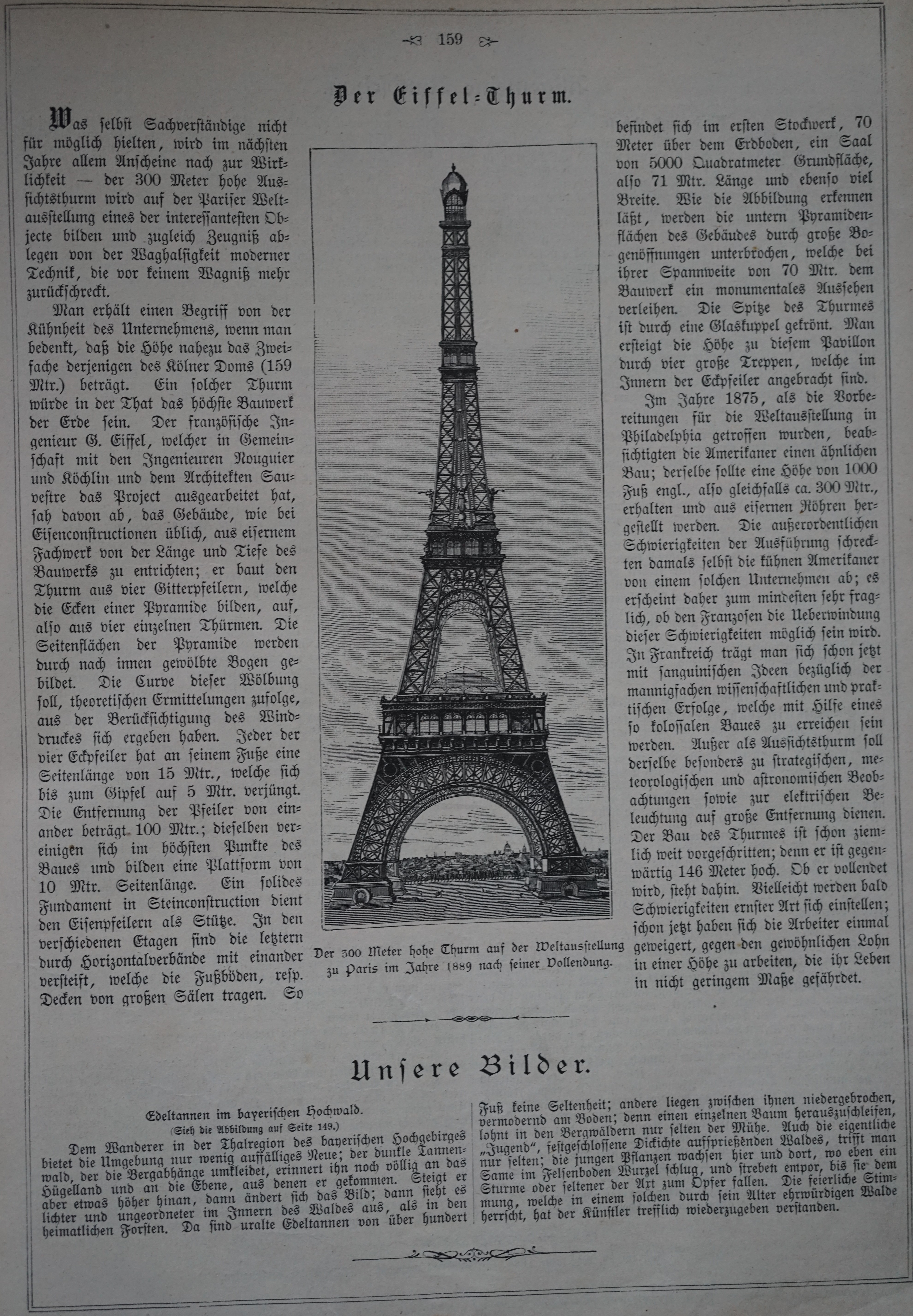
Eiffelturm (1888)
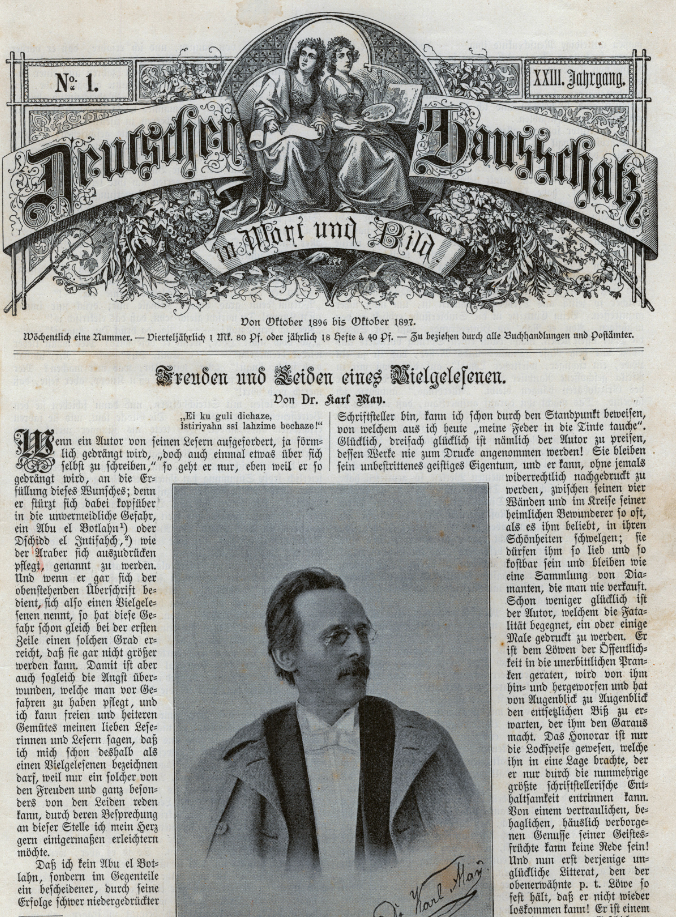
Karl May auf der Titelseite (1896)
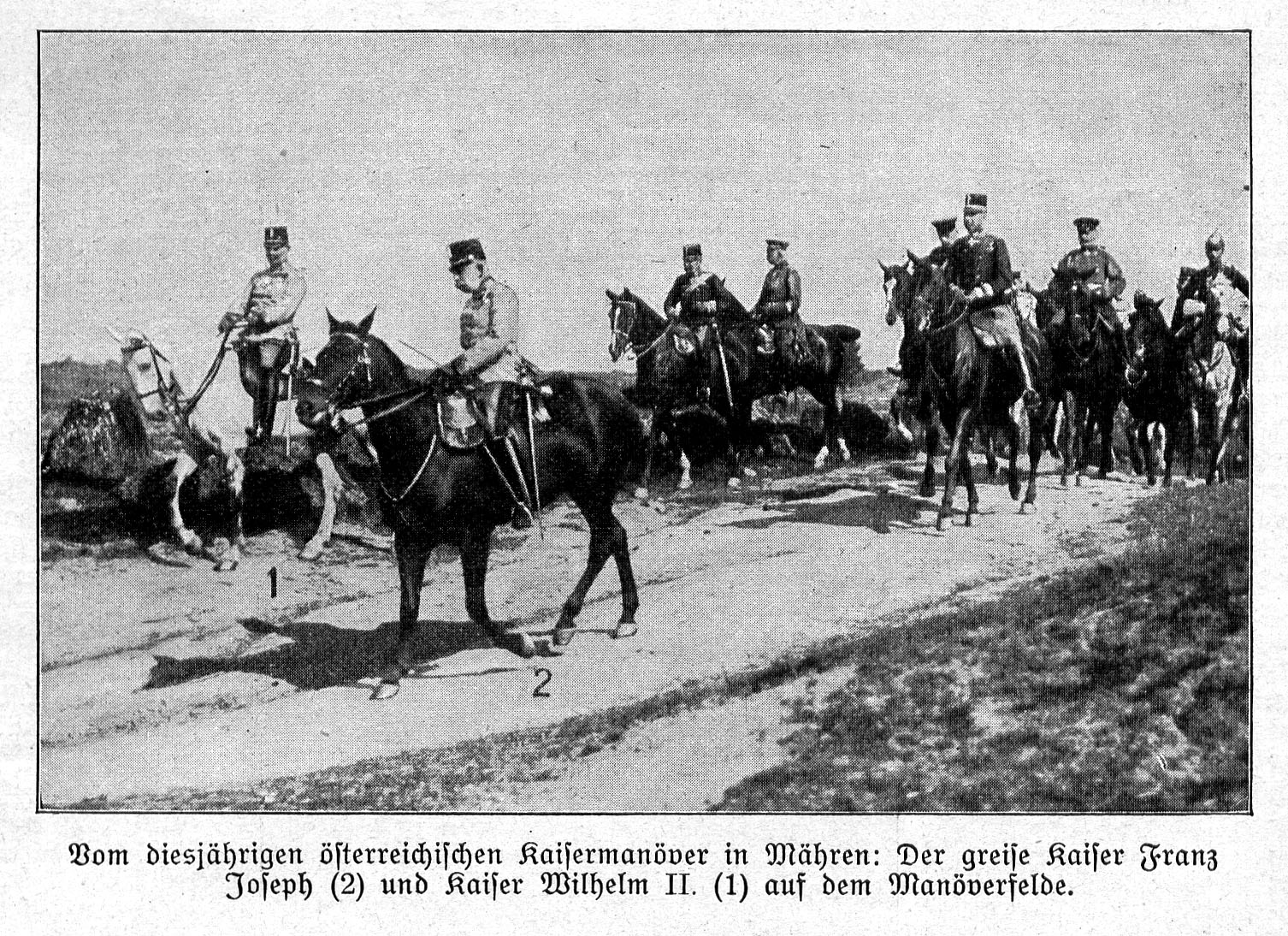
Das Kaisermanöver in Mähren (1909)
- Titelseite (1910)